# Nécropole de Douch
La nécropole de Douch est située sur le tell du même nom dans l'oasis de Kharga (désert Libyque) à deux-cents kilomètres environ à l'ouest de la vallée du Nil à la latitude de Kom Ombo. Cette nécropole d’époque romaine a été explorée par Serge Sauneron, alors directeur de l'IFAO, à partir de 1976 grâce aux éléments réunis par Frédéric Cailliaud, essentiels à la compréhension du site. Les fouilles conduites depuis 1995 ont permis de définir l’occupation de ce territoire du Ve siècle avant notre ère jusqu'au début de l’Empire Romain. C’est au cours de ces fouilles qu’a été mis au jour, caché dans une jarre, l’ensemble connu sous le nom de « trésor de Douch ».
L'occupation du site paraît s'étendre ensuite du milieu du Ier siècle au début du Ve siècle de notre ère.
Les tombes de la nécropole de Douch sont des sépultures soit collectives, soit individuelles. Un abondant mobilier funéraire a été relevé : lits décorés, statuettes de bois stuqué et peint, cartonnages et masques, objets en verre, céramique, vannerie. Si les pratiques funéraires des habitants de Douch se conforment aux usages traditionnels en Égypte, rien n'indique la présence de chrétiens.

## Fouilles effectuées

### Tombes
Les premières fouilles effectuées à partir de 1978 ont dénombré dix tombes collectives (numérotées de 1 à 10 d'ouest en est) et huit tombes individuelles (numérotées de 11 à 18).
Les tombes collectives sont homogènes dans leur structure ; même conception architecturale, mêmes pratiques religieuses égyptiennes traditionnelles. Les tombes individuelles, de petite taille ne pouvant contenir qu'un seul corps, sont plus grossières, creusées peu profondes dans la roche.
Dans le caveau de la tombe no 6, on a trouvé deux lits funéraires en bois datés du IIIe siècle et des papyri de la même époque.
Depuis 1981, l'équipe dirigée par Françoise Dunand travaille sur les nécropoles d'époque gréco-romaine de l'oasis de Kharga. Cette équipe, qui a pris récemment le nom d'Alpha Necropolis, a d'abord exploré la nécropole de Douch, pour le compte de l'IFAO, jusqu'en 1993, puis celle d'Aïn el-Labakha en collaboration avec les inspecteurs du Conseil suprême des Antiquités égyptiennes sous la direction de l’inspecteur en chef Bahgat Ahmed Ibrahim de 1994 à 1997. De 1997 à 2012 l’équipe française se consacre essentiellement à l’exploration et à l’étude des nécropoles d’el-Deir.

### Analyses
Les restes humains se rapportent à 116 individus (54 hommes, 53 femmes et 8 enfants). Leur analyse a permis d'identifier 37 adultes de moins de quarante ans, 52 adultes de quarante à soixante ans, et 17 vieillards de plus de soixante ans. La population de Douch est caractérisée par des membres de longueur moyenne avec tendance plus courte pour le fémur mais de grande robustesse en comparaison de la population nubienne. L'ensemble de cette analyse montre que la population oasienne de Douch appartient sans nul doute à la souche européenne, montrant ainsi que l'oasis de Douch est restée plus ouverte aux échanges vers les centres urbains de la vallée du Nil à l'est et au nord malgré une situation méridionale extrême aux confins des pistes soudanaises.
Les momies sont porteuses d’une usure dentaire très prononcée qui, selon l'analyse, « forme une gouttière mésiodistale sur les dents labiales impliquant un usage particulier différent de la simple mastication ». Cette atteinte des dents supérieures incisives et canines serait provoquée « par une activité artisanale, peut-être le tissage » à l’époque romaine.